# Conférence épiscopale maltaise
La Conférence épiscopale maltaise (en maltais : Konferenza Episkopali Maltija) est une conférence épiscopale de l’Église catholique qui réunit les ordinaires de la république de Malte.
La conférence est représentée à la Commission des épiscopats de l’Union européenne (COMECE),. Son président participe également au Conseil des conférences épiscopales d’Europe (CCEE), avec une petite quarantaine d’autres membres,.

## Membres
La conférence est constituée des évêques titulaires (dont les archevêques et les évêques auxiliaires) des deux diocèses du pays, :
- Charles Scicluna, archevêque de Malte et président de la conférence ;
- Anton Teuma (en), évêque de Gozo ;
- Joseph Galea-Curmi (mt), évêque auxiliaire de l’archidiocèse de Malte.

Peut participer également aux réunions Pawlu Cremona, archevêque émérite de Malte, mais son avis n’est que consultatif.
On trouve également un secrétaire, le frère Jimmy Bonnici.
En revanche, le cardinal Mario Grech, ancien évêque de Gozo, ne semble plus participer aux réunions[Quand ?], son nouveau rôle au Synode des évêques étant certainement prioritaire[réf. nécessaire].

## Sanctuaires
La conférence épiscopale a désigné un sanctuaire national, le sanctuaire Ta’ Pinu (Notre-Dame-des-Pins) à Għarb,.